# Refugiados: escapando del caos

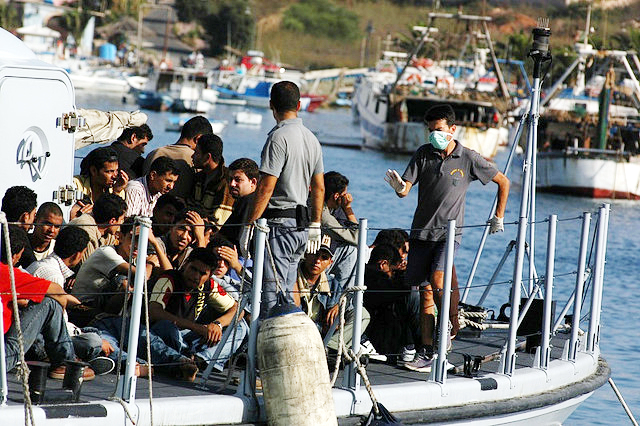
Migrantes llegan a Lampedusa, agosto, 2007.

It Will Be Chaos (Refugiados: escapando del caos) es un documental de HBO sobre la crisis de refugiados en Europa dirigido por los cineastas italianos radicados en Estados Unidos Lorena Luciano y Filippo Piscopo. En 2019, ganó un premio Emmy por documental destacado de actualidad en los 40th News & Documentary Emmy Awards. It Will Be Chaos también ganó el Premio a la Mejor Dirección  en el Festival de Cine de Taormina de 2018. El documental se ha distribuido en todo el mundo.
Otros documentales que documentan la crisis migratoria europea incluyen Simshar (2014), Fire at Sea (2016), Human Flow (2017) y Sea Sorrow (2017).

## Sipnosis
It Will be Chaos es un documental sobre la crisis de los refugiados en Europa, contada a través de las historias de solicitantes de asilo que huyen de la guerra y la represión. También entrevista a las poblaciones locales que se ven obligadas a hacer frente a la abrumadora afluencia de recién llegados mientras enfrentan sus propios problemas económicos.
La película presenta dos historias de refugiados en sus viajes a la Unión Europea y se desarrolla entre Europa Occidental y la región de los Balcanes. El refugiado eritreo Aregai sobrevive al hundimiento en 2013 de un barco de migrantes frente a la isla de Lampedusa. Nunca se sabrá el número final de muertos del naufragio, pero se recuperaron 194 cuerpos y 368 personas fueron declaradas desaparecidas. Después de que Aregai es rescatado por dos pescadores locales, se encuentra atrapado en el fallido sistema de inmigración italiano y huye hasta Suecia en su búsqueda de asilo político.
La historia de Aregai se intercala con los peligros de una familia siria que huye de Damasco en busca de seguridad en Europa. Wael, el cabeza de familia, con su esposa Doha, sus cuatro hijos pequeños y tres sobrinos, recorren la ruta de los Balcanes de 2500 millas a través de varias fronteras, puestos de control y centros de detención de refugiados. La familia recorre la distancia aprendiendo las rutas gracias a los teléfonos con GPS y a los consejos de boca en boca.
Con cinco años de desarrollo, It Will Be Chaos sumerge a la audiencia en un desgarrador viaje por carretera a través de múltiples epicentros de la creciente crisis migratoria:
- islas fronterizas abrumadas por la afluencia de solicitantes de asilo como Lampedusa, encabezada por el alcalde Giusi Nicolini.[15][16]
- ciudades modelo de inmigrantes como Riace[17] en las regiones italianas más pobres donde los alcaldes deben responder ante los refugiados dada la inacción del gobierno central.
- los centros de inmigrantes con aspecto de prisión más grandes de Europa, como Crotone, donde la frustración de los refugiados estalla en disturbios.[18]
- corredores humanitarios como la ruta de los Balcanes.[19][20]
- y rincones olvidados de grandes ciudades como Roma con solicitantes de asilo ocupando edificios gubernamentales en ruinas.[21][22]

La película documenta la creciente tensión entre los inmigrantes y los locales, a medida que aumenta el populismo antiinmigrante en toda Europa.

## Estreno y recepción

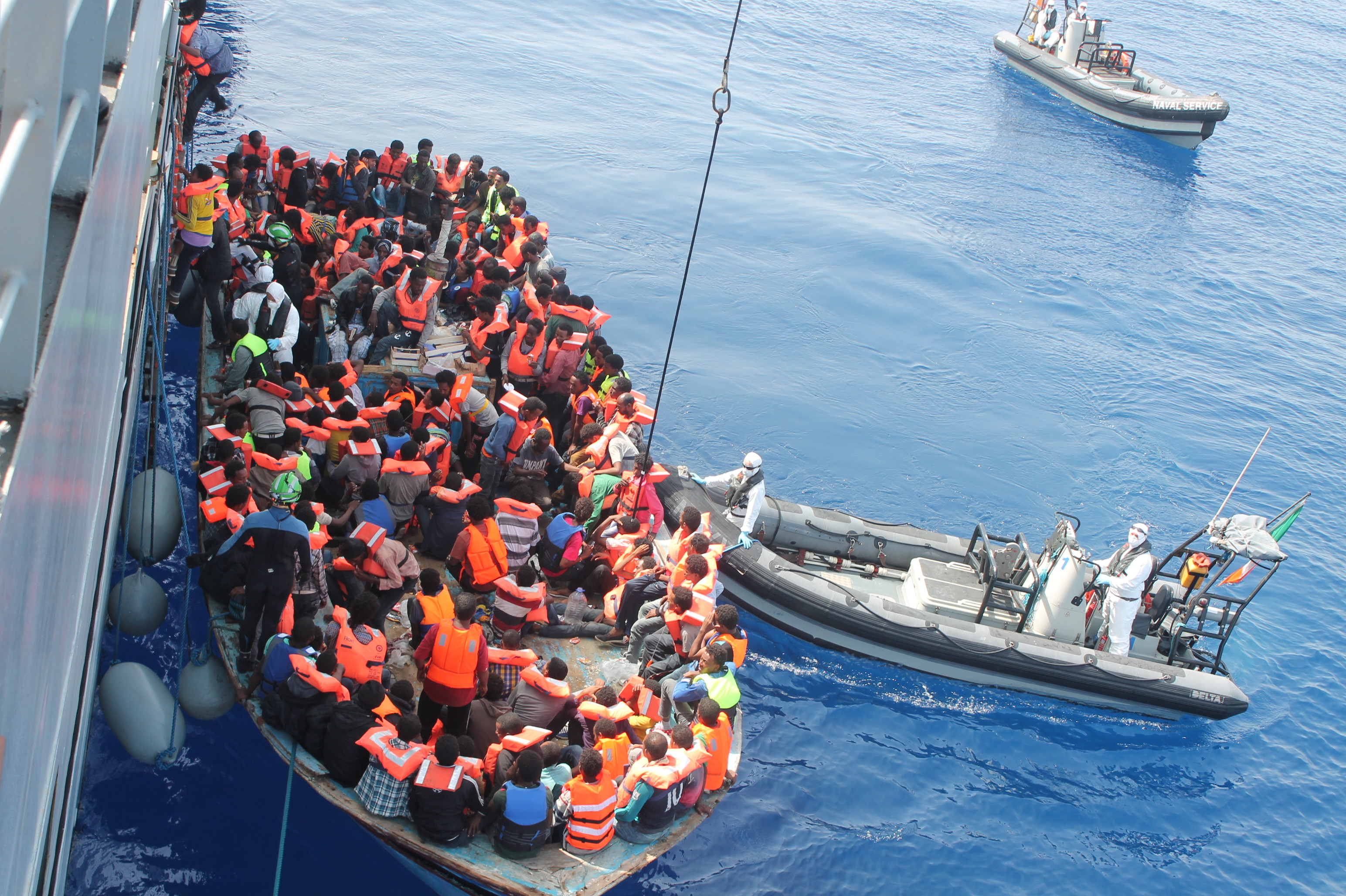
Rescate de migrantes en el Mediterráneo, durante la Operación Tritón en junio de 2015.

La película se estrenó en HBO durante la semana del Día Mundial del Refugiado de 2018 en EE. UU. Fue transmitido en siete continentes y traducido a más de 10 idiomas diferentes.
El documental se ha incorporado a los debates críticos sobre migración entre los responsables políticos de Europa. En junio de 2018, se presentaron fragmentos de It Will Be Chaos en la audiencia pública “Abordar la criminalización de los refugiados y la impunidad de la trata de personas”  en el Parlamento Europeo mientras los líderes de la UE se reunían en Bruselas para discutir la migración. La proyección, organizada por EEPA, una ONG belga, tenía como objetivo acercar a los legisladores a la conciencia básica de la crisis.

## Premios
En 2019 , It Will Be Chaos fue nominado para la 40.ª edición de los premios Emmy de noticias y documentales y ganó un premio Emmy por documental destacado de actualidad.
It Will Be Chaos también ganó el Premio a la Mejor Dirección  en el Festival de Cine de Taormina de 2018  y el Premio Humanitario en el Festival de Cine Socialmente Relevante de Nueva York. También fue preseleccionado para los Premios David di Donatello 2019.
En julio de 2018, cuando el ministro del Interior de Italia, Matteo Salvini, cerró los puertos a los barcos de rescate de refugiados, It Will Be Chaos ganó el premio a la mejor dirección en el 64.º Festival de Cine de Taormina. La película fue el primer documental en ganar como Mejor Dirección en la historia del festival. El premio, deliberado por un jurado encabezado por la productora de cine estadounidense Martha De Laurentiis, fue otorgado a los directores Luciano y Piscopo por la productora de cine nominada al Premio de la Academia Donatella Palermo. En su discurso de aceptación del Premio Taormina Arte, Luciano y Piscopo destacaron la coincidencia de que su película sobre refugiados fuera premiada en el teatro griego de Taormina, en sí mismo un ejemplo histórico de diversidad cultural entre continentes y regiones que se remonta a muchos siglos.